# David Durenberger

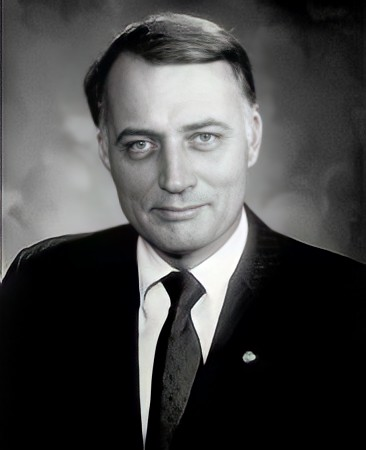
David Durenberger

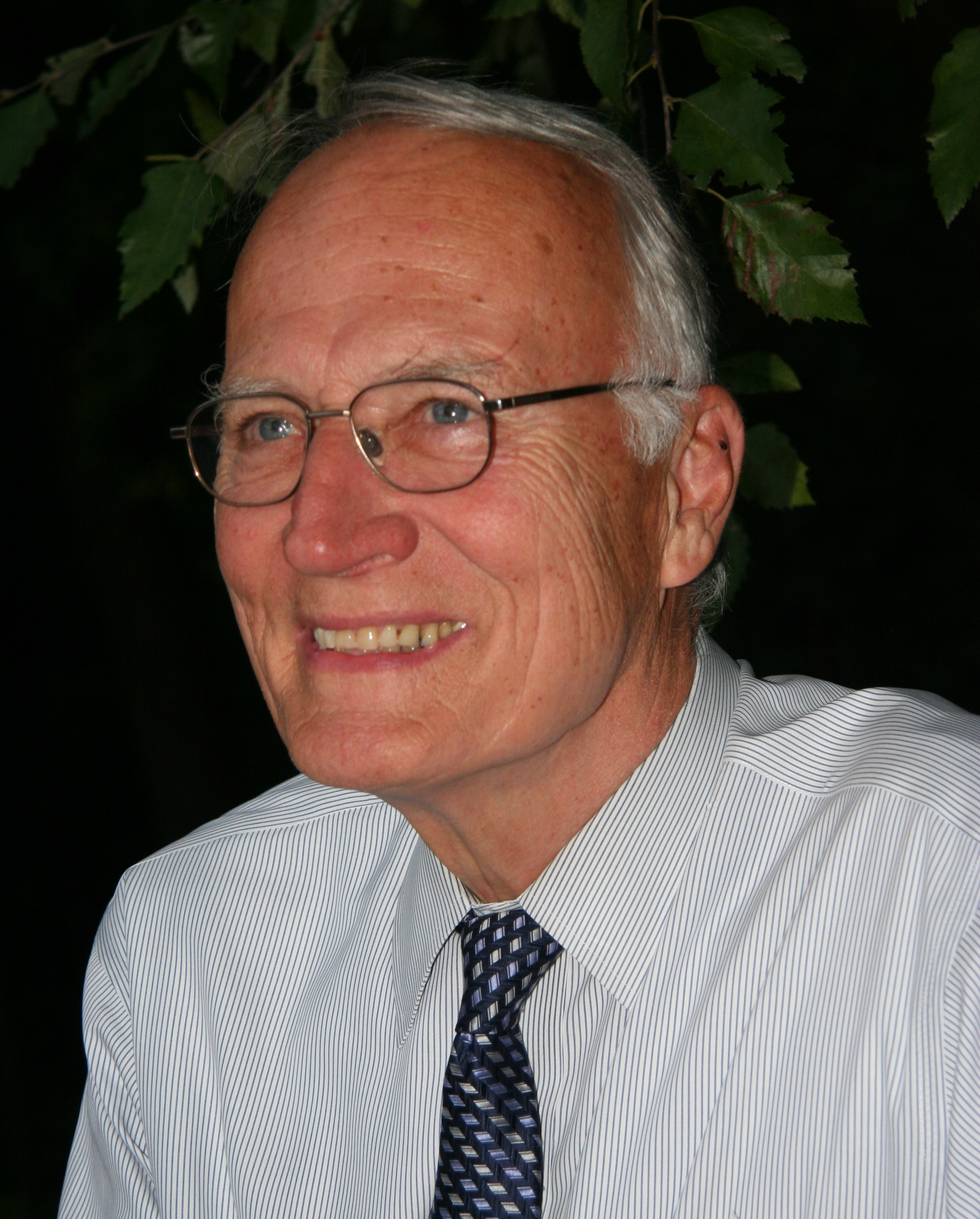
David Durenberger (2010)

US-Präsident Ronald Reagan (r.), mit US-Senatoren, David Durenberger 2. v. r., neben Reagan (April 1987)

David Ferdinand Durenberger (* 19. August 1934 in St. Cloud, Minnesota; † 31. Januar 2023 in Saint Paul, Minnesota) war ein US-amerikanischer Politiker, der den Bundesstaat Minnesota von 1978 bis 1995 als Mitglied der Republikanischen Partei im US-Senat vertrat.

## Leben
Nach dem Schulbesuch in Collegeville setzte David Durenberger seine Ausbildung auf der Saint John’s University fort und graduierte dort 1955; vier Jahre später folgte der juristische Abschluss an der Law School der University of Minnesota. Noch im Jahr 1959 wurde er auch in die Anwaltskammer aufgenommen und begann in St. Paul zu praktizieren. Während dieser Zeit war er Angehöriger der US Army, in deren Heeresreserve er zwischen 1956 und 1963 diente.
Am 7. November 1978 kandidierte Durenberger als Republikaner bei der Nachwahl um das Senatsmandat des ehemaligen US-Vizepräsidenten Hubert H. Humphrey; nach dessen Tod im Januar dieses Jahres hatte seine Ehefrau Muriel kommissarisch seinen Platz eingenommen. Durenberger gewann die Wahl mit 62 Prozent der Stimmen deutlich gegen den Demokraten Bob Short und zog am Tag darauf in den Senat ein. 1982 setzte er sich mit 53 Prozent der Stimmen gegen Mark Dayton durch, der 19 Jahre später für die Demokraten zum Senator gewählt wurde; bei der erneuten Wiederwahl im Jahr 1988 kam Durenberger gegen Skip Humphrey, den Sohn von Hubert und Muriel Humphrey, auf einen Anteil von 56 Prozent. Während seiner Zeit als Senator stand er unter anderem dem Ausschuss für die Nachrichtendienste vor.
Zur Wiederwahl trat er im Jahr 1994 nicht mehr an. Dies lag an einem Vorfall im Jahr 1990, als Durenberger von seinen Senatskollegen einstimmig des unethischen Verhaltens bezüglich nebenberuflicher Einkünfte für schuldig befunden wurde. Aus demselben Grund wurde er auch aus der Anwaltskammer ausgeschlossen. 1995 wurde er wegen Unterschlagung öffentlicher Gelder während seiner Amtszeit angeklagt. Er bekannte sich schuldig und wurde zu einer einjährigen Haftstrafe auf Bewährung verurteilt.
Politisch war Durenberger, der als zentristischer Moderater in seiner Partei galt, in der Folge nicht mehr tätig. Ab 1995 arbeitete er für eine in Washington ansässige Beraterfirma. Im Jahr 2005 erklärte er, nicht mehr mit den Republikanern übereinzustimmen. Er werde zwar kein Demokrat, erklärte aber, dass diese ein besseres Konzept für die Gesundheitsfürsorge aufwiesen und US-Präsident George W. Bush in Bezug auf den Irakkrieg falsch gehandelt habe. Vor der Präsidentschaftswahl 2016 erklärte er seine Unterstützung für die Kandidatin der Demokraten, Hillary Clinton.